# ارتم چورنی
ارتم چورنی (اوکراینی: Артем Олександрович Чорній؛ زادهٔ ۲۳ اکتبر ۱۹۸۹) بازیکن فوتبال اهل اوکراین است.
از باشگاه‌هایی که در آن بازی کرده‌است می‌توان به باشگاه فوتبال ماریوپول اشاره کرد.